# Паротсвил (Тенеси)
Паротсвил (енгл. Parrottsville) град је у америчкој савезној држави Тенеси.

## Демографија
По попису из 2010. године број становника је 263, што је 56 (27,1%) становника више него 2000. године.
| Група             | 2000.       | 2010.       |
| Белци             | 195 (94,2%) | 228 (86,7%) |
| Афроамериканци    | 9 (4,3%)    | 10 (3,8%)   |
| Азијати           | 0 (0,0%)    | 2 (0,8%)    |
| Хиспаноамериканци | 1 (0,5%)    | 8 (3,0%)    |
| Укупно            | 207         | 263         |